# Capitano Bottego (nave da carico)
La Capitano Bottego è stata una nave da carico italiana.
Costruita nel 1933, era una motonave da 2316 tonnellate di stazza lorda, di proprietà della Regia Azienda Monopolio Banane (RAMB).
Allo scoppio della seconda guerra mondiale si trovava a Massaua, in Eritrea (Africa Orientale Italiana), come del resto gran parte della flotta della RAMB, dovendo caricare banane.
Il 7 febbraio 1941 fu requisita dalla Regia Marina e adibita a nave oneraria (trasporto).
Nella primavera dello stesso anno, essendo evidente che Massaua sarebbe stata a breve occupata dalle truppe inglesi, fu inviata a Nocra, nelle isole Dahlak. Il 6 aprile 1941 si autoaffondò a Gubbet per evitare la cattura. Il relitto fu recuperato dagli inglesi.